# فاروق الفيشاوي
فاروق الفيشاوي (5 فبراير 1949 - 22 ذو القعدة 1440 هـ / 25 يوليو 2019)، ممثل مصري.

## النشأة والمسيرة
ولد بإحدى قرى مركز سرس الليان بمحافظة المنوفية في يوم 5 فبراير عام 1952، لأسرة ميسورة الحال لديها خمسة أولاد (ثلاثة أبناء وابنتين)، كان فاروق أصغرهم. وقد توفي والده عندما كان في الحادية عشرة من عمره فتولى شقيقه الأكبر رشاد رعايته وتربيته. حصل على البكالوريوس في الطب العام وقبلها على ليسانس الآداب من جامعة عين شمس.
لفت إليه الأنظار خلال مشاركته في مسلسل أبنائي الأعزاء شُكرًا مع الفنان عبد المنعم مدبولي، وبرز في مسلسل ليلة القبض على فاطمة، ثم بدأت نجوميته في بداية الثمانينيات بعد ظهوره في فيلم المشبوه مع عادل إمام.
ومن أهم أعماله في التلفزيون: حافة الهاوية، مخلوق اسمه المرأة، حضرات السادة الكدابين، قابيل وقابيل، رجال في المصيدة، أولاد آدم، غوايش، علي الزيبق، عصفور في القفص، أبناء العطش.
شارك في أكثر من مائة وثلاثين عملًا دراميًا بين السينما والتلفزيون، من بينها: القاتلة، الطوفان، الرصيف، لا تسألني من أنا، سري للغاية، مطاردة في الممنوع، غدا سأنتقم، حنفي الأبهة، الجينز، فتاة من إسرائيل، الفضيحة، ديك البرابر، نساء خلف القضبان، قهوة المواردي، والمرأة الحديدية.

## الحياة الشخصية

### عائلته
تزوج من الفنانة سمية الألفي وأنجبا كل من أحمد و«عمر» واستمر زواجهما لمدة 16 عامًا ما بين عامي 1974 حتى العام 1990. ثم بعد انفصاله عن الألفي، تزوّج من الفنانة سهير رمزي في العام 1990 وعمّر زواجهما خمسة أعوام، وكانت آخر زيجاته من فتاة تُدعى نوران منصور من خارج الوسط الفني وانفصل عنها في العام 1998.

### مرضه والوفاة
في 3 أكتوبر 2018 أعلن فاروق الفيشاوي بعد تسلمه درع تكريمه من مهرجان الإسكندرية، عن إصابته بمرض السرطان، الأمر الذي أصاب الحضور بالصدمة. وقال الفيشاوي في كلمته: «بعد بعض التحاليل والفحوصات والأشعة، طبيبي المعالج أخبرني أنني مصاب بالسرطان، سأتعامل مع هذا المرض على أنه صداع، وبالعزيمة والإصرار سأنتصر على هذا المرض.. سأهزمه وسأحضر الدورة القادمة لمهرجان الإسكندرية لأكون معكم وأهنئ زميلًا آخر على تكريمه».
في فجر يوم الخميس 25 يوليو 2019، توفي عن عمر ناهز 67 عامًا بعد صراع مع مرض السرطان. وكان الفيشاوي يعالج في مستشفى ابن سينا في الجيزة، وسرعان ما تدهورت حالته الصحية ودخل في غيبوبة كبدية إثر توقف الكبد عن العمل، ولم تمض فترة طويلة على ذلك حتى أعلن عن وفاته.

## أعماله

### الأفلام
| - ليلة هنا وسرور:2018-المعلم الضو - الزومبي جوز أمي:2016 - يوم للستات:2016-فرغلي - كدبة كل يوم:2016-عز الدين أيبك-ضيف شرف - القط:2015-الرجل الغامض - المتحدين:2011 - ألوان السما السبعة:2007-بكر - 45 يوم:2007-علاء يسري - حفار البحر:2003-المهندس معتز - صيد الحيتان:2002-العقيد/ عادل عز الدين - العشق والدم:2002-نعمان - إحنا أصحاب المطار:2001 - عليه العوض:2000-عوض الحانوتي - أبناء الشيطان:2000-أحمد - الشرف:2000-مسعد الجزار - رجل له ماضي:2000-حميدو - امرأة تحت المراقبة:2000-جلال أحمد سعيد - سوق المتعة:2000 - حبيبتي من تكون:2000-طايع - نور ونار:1999-عسران - أحلام مسروقة:1999-د. شاكر - فتاة من اسرائيل:1999-يوسف - أرض أرض:1998-رمضان إبراهيم - حائط البطولات:1998-المقدم جلال أبو سعدة - 48 ساعة في إسرائيل:1998-سليم / شلومو - الأنثى والدبور:1998-عادل - حنحب ونقب:1997-هشام "إتش" - الخطيئة السابعة:1996-شوكت - رجل مهم جدا:1996-شافعي أبو اليسر/سمير - التحويلة:1996-المقدم عمر خالد - الجراج:1995-عبد الله - عتبة الستات:1995-عاصم الخرابشه - امرأة هزت عرش مصر:1995-فاروق - كشف المستور:1994-محسن مدير مكتب المخابرات - عنتر زمانه:1994-عنتر - تعالب أرانب:1994-حمادة | - الجاسوسة حكمت فهمي:1994-هانز إبلر / حسين جعفر - الجينز:1994-عادل - يا تحب يا تقب:1994-هشام إتش - رغبات:1994 - ليلة القتل:1994-ماهر - الكنز (فيلم 1993))\|الكنز]]:1993 - فرسان آخر زمن:1993-طارق منصور - ليه يا بنفسج:1993-أحمد - تحقيق مع مواطنة:1993-توفيق عبد الرحمن - مطاردة في الممنوع:1993 - الرصيف:1993-سيّد - الشطار:1993-حازم عبد الله / وكيل النيابة النزيه - اليتيم والذئاب:1993-دياب سعد - شفاه غليظة:1992-علاء المحامي - غرام وانتقام بالساطور:1992-فتحي - الفضيحة:1992-محسن - ديك البرابر:1992-خلف تايكون الدخاخني - الزمن الصعب:1992-جلال - حالة اشتباه:1992-فتحي - همس الجواري:1992-د. أحمد - القاتلة:1991-المقدم حسام - شياطين المدينة:1991 - الشيطان يقدم حلا:1991-سامح - الدكتوره منال ترقص:1991-علاء عوني - زوجة محرمة:1991-يوسف عبد الغفار - حنفي الأبهة:1990-شريف بركات مفتش مباحث - السقوط:1990-حسن - انفجار:1990 - الخادم:1990-محمود - اللص:1990-عمر - موعد مع الرئيس:1990-العقيد هاشم حماد - الحب القاتل:1990 - شبكة الموت:1990-بسيوني-بيلي - المرشد:1989-شريف - اغتصاب:1989-ممدوح - الوحوش الصغيرة:1989-احمد - الإرهاب:1989-عمر الصناديلي | - المشاغبات في خطر:1989-عبد العزيز - ملف سامية شعراوي:1988-العميد أشرف دسوقي - الدنيا جرى فيها إيه:1988 - التحدي:1988-المحامي أحمد - المرأة والقانون:1988-أحمد حسين - المرأة الحديدية:1987-حسن - الرجل الصعيدي:1987-جو ستانلي - يا صديقي كم تساوي:1987-سيف - رجل في فخ النساء:1987 - الزوجة تعرف أكثر:1987-عصام حلمي - لعبة الكبار:1987-إسماعيل - العبقري والحب:1987-عمر - مهمة صعبة جدا:1987-احمد - القرداتي:1987-فتوح \ القرداتي - الهانم بالنيابة عن مين:1987-عاطف - البنات والمجهول:1986-نظمي - الفريسة:1986-عامر - نأسف لهذا الخطأ:1986-عصام - الحناكيش:1986-عصام - سري للغاية:1986-محمود الصحفي - نساء خلف القضبان:1986-حاتم عبد الرحيم - السكاكيني:1986-د. سمير - الأنثى:1986-سالم - مشوار عمر:1986-عمر عبد الحكم - شارع السد:1986-ابو المعاطي - المحترفون:1986-أحمد - الأستاذ يعرف أكثر:1985-زكي - صراع الأيام:1985 - قضية عم أحمد:1985-رمزي - الكف:1985-عمر - استغاثة من العالم الآخر:1985-صفوت عبد الحميد - بصمات فوق الماء:1985-رمزي عمران - النشالات الفاتنات:1985-الرائد/ مدحت أبو حشيش - الطاغية:1985-د. سامي العدوي - الطوفان:1985-إبراهيم - الأوغاد:1985-محمود أبو سعدة - المنتقمون:1985-احمد | - غضب الحليم:1984-حسان - السطوح:1984-فريد - جبابرة الميناء:1984-جلال - الأرملة والشيطان:1984-عاطف - بيت القاضي:1984-حسن - المحظوظ:1984-رجائي - نعيمة فاكهة محرمة:1984-محمود - أرجوك أعطني هذا الدواء:1984-الدكتور مصطفى الميسوري - الخونة:1984-مسعد عبد الله المدرس - لا تسألني من أنا:1984-مدحت درويش - جبروت امرأة:1984-سيد الرمادي - عندما يبكي الرجال:1984-سالم - العايقة والدريسة:1984-مصطفى أحمد عصفور - صديقي الوفي:1984-الدكتور سامح - يوسف وزينب:1984-يوسف - الشيطان يغني:1984-عماد عبد الفتاح - شقة الأستاذ حسن:1984-الأستاذ حسن شلبي - درب الهوى:1983-مراد - مرزوقة:1983-سرسق / أحمد أبو المجد - كيدهن عظيم:1983-جلال ابن لطفي ودولة - وحوش الميناء:1983-سلامه - الذئاب:1983-مكرم صادق - برج المدابغ:1983-هشام - تجيبها كده تجيلها كده هي كده:1982-عزت - المشبوه:1981-طارق الروبي - قهوة المواردي:1981-أحمد - الباطنية:1980-فتحي العقاد - غداً سأنتقم:1980-مدحت - عذاب الحب:1980-رفعت - فتوة الجبل:1980-عمر - غاوي مشاكل:1980-مراد - الأشجار تموت واقفة:1980 - وثالثهم الشيطان:1978 - بدون زواج افضل:1978 - الحب في طريق مسدود:1977-وحيد - الحساب يا مدموازيل:1976-شريف - مظاهر كدابة |

### المسلسلات
| - لدينا أقوال أخرى:2018-ضيف شرف - عوالم خفية:2018-شريف يسري-ضيف شرف - الشارع اللي ورانا:2018-شهاب - قصر العشاق:2017 - راس الغول:2016-أمجد الديب / زهير الملاح - بعد البداية:2015-اللواء كمال سليم - المرافعة:2014 - أهل الهوى:2013-بيرم التونسي - شمس الأنصاري:2012 - أنا القدس:2010-مصباح بيك - أكتوبر الآخر:2010-سامي - أولاد الحلال:2009-علي - قاتل بلا أجر:2009-أحمد عبد الرؤؤف - ليل الثعالب:2008-هاني - ثورة الشك:2007 - عفريت القرش:2006-لطيف عبد الراضي - رجل وإمراتان:2006 - مطعم تشي توتو (المطعم):2006-عادل | - حكاية بندق:2005 - ألف ليلة وليلة: سالم وغانم:2005-غريب / سالم / غانم - أحلامنا الحلوة:2005-محمود - أدهم وزينات وثلاث بنات:2004-أدهم عز الدين - الدم والنار:2004-حمزاوي - كناريا وشركاه:2003-سيد عبد ربه صالح القوصي كناريا - الأصدقاء:2002-حسن أبو سنة - البر الغربي:2001-عرفان الجارحي - حارة الطبلاوي:2001-الصول دحروج - خيال الظل:2000-أحمد الألفي - الاعصار:1999 - أبناء دهشان:1997 - الدوائر المغلقة:1997-عاطف عبد العزيز - الحاوي:1997-سنقر - بحار الغربة:1997 - ألف ليلة وليلة: الشاطر حسن:1994-شهريار / الشاطر حسن - سر الغائب:1994 - دموع صاحبة الجلالة:1993-محفوظ عجب | - البحث عن عبده:1992 - حافة الهاوية:1992-نادر - مخلوق اسمه المرأة:1990 - حضرات السادة الكدابين:1990-سامي سلامة - قابيل وقابيل:1990-قابيل / قابيل التوأم - رجال في المصيدة:1989 - أولاد آدم:1986-إلهامي - غوايش:1986-حسانين هريدي - علي الزيبق:1985-علي الزيبق - عصفور في القفص:1984-يسري - عطفة خوخة:1983-ضيف شرف - أبناء العطش:1982 - ليلة القبض على فاطمة:1982-أمين المنزلاوي - الأبرياء:1981 - صيام صيام:1981-سليم زوج زبيدة - ميراث الغضب:1981 - الفتوحات الاسلامية:1981-تيودور - القضية 80:1980 | - الوليمة:1979-سعيد - أبنائي الأعزاء..شكرا:1979-ماجد-الابن الاصغر - طائر الاحلام:1979-هُمام - طيور بلا أجنحة:1979-شريف - هروب:1976 - أرض النفاق:1975 - المفسدون في الأرض:1973 - الحلم والمطر - في بيتنا رجل:-إبراهيم حمدي - كان ياما كان - الرجل والقطار - جوهرة القصر:-ضيف شرف - ارزاق - الضحايا - حلم رجل بسيط - الحرمان:-فؤاد - بعد الرحيل |

### المسرحيات
| - الأيدي الناعمة:2010-البرنس حلمي شوكت - الناس اللي في التالت:2001-الابن - اعقل يا دكتور:2000-الدكتور سعيد - المنولوجست:1993 - ولاد ريا وسكينة:1990 | - بداية ونهاية:1985-سلمان - والسيدة حرمه (سيدة الحوش):1984-المفاتيحي-عرض مختلف - البرنسيسة:1984 - الدنيا مقلوبه:1981 - طائر البحر:1979 | - أنا والحكومة - عيني في عينك - شباب إمرأة - مسيلمة الكذاب |

### أخرى
| - أوبريت القدس ح ترجع لنا:2000-بشخصه - دي نهاية العالم يا زغلول:1999 - سامحوني مكنش قصدي:1998 - الدنيا على جناح يمامة:1987-ضيف الحلقات | - أشياء لا تباع:1983 - حبيتك بالصيف - وفديت ولدي - أوهام الحب | - نقطة مراقبة:-فهمي - بؤرة نور - القتل بالمراسلة - رز الملايكة |

### برامج
| - ريتنغ رمضان:2015-ضيف - 100 سؤال:2015-ضيف - ليلة بيضا حمرا سودا:2014-ضيف - ولا تحلم:2014-ضيف - أحلى مسا:2014-ضيف | - معكم منى الشاذلي:2014-ضيف - صاحبة السعادة:2014-ضيف - رامز عنخ أمون:2013-ضيف - نورت مع أروى:2013-ضيف | - لأ:2011-ضيف - بدون رقابة:2009-ضيف - ماستر سين:1996-ضيف - سؤال على الفيديو:1993-ضيف |

## وصلات خارجية
- فاروق الفيشاوي على موقع IMDb (الإنجليزية)
- فاروق الفيشاوي على موقع الدهليز
- فاروق الفيشاوي على موقع قاعدة بيانات الأفلام العربية
- فاروق الفيشاوي على موقع قاعدة بيانات الفيلم (الإنجليزية)